# You and Me (chanson de Joan Franka)
Pour les articles homonymes, voir You and Me.
You and Me (Toi et moi) est la chanson de l'artiste néerlandaise Joan Franka qui représente les Pays-Bas au Concours Eurovision de la chanson 2012 à Bakou, en Azerbaïdjan.

## Eurovision 2012
La chanson est sélectionnée le 26 février 2012 lors d'une finale nationale.
Elle participe à la seconde demi-finale du Concours Eurovision de la chanson 2012, le 24 mai 2012.